# 汉斯-瓦伦丁·胡贝
汉斯-瓦伦丁·胡贝（德語：Hans-Valentin Hube，1890年10月29日—1944年4月21日）是一位德國陸軍將領，最高軍階為大將，在第二次世界大戰參與過多次重大戰役，包括法國戰役、南斯拉夫戰役、巴巴羅薩行動、史達林格勒戰役、義大利本土戰役、科爾遜-契爾卡塞攻勢與卡梅涅茨-波杜爾斯基包圍戰。
1944年，胡贝在奥地利萨尔茨堡周边因飞机失事而遇难。

## 生平
汉斯-瓦伦丁·胡贝在1890年生于普鲁士王国萨克森省瑙姆堡。1909年，胡贝在马格德堡加入普鲁士陆军第26“安哈尔特-德绍利奥波德亲王”步兵团，担任旗学员，服役18个月后于1910年8月22日晋升为中尉。
1914年，他以排长的身份参加了第一次世界大战，并成为一名营副官，并于1914年9月20日在丰特努瓦（埃纳省）附近被跳弹重伤，最终手臂不得不被截肢。1915年12月，胡贝返回西线，担任中尉兼连长。1916年，他在索姆河获得一级铁十字勋章。1917年，他晋升为上尉，并被授予霍亨索伦皇家骑士十字勋章授予剑。胡贝被任命为营长，在康布雷战役中击退了英国坦克的第一次进攻。不久之后，他因严重毒气中毒而被送进医院。他获得了黑色伤员徽章，并被提名获得功绩勋章。然而由于1918年11月战争结束，他不再获得此勋章。
出院后他最初在志愿国家步枪军服役，并于1919年10月加入德国防卫军。他首先担任连长，并从1925年起在德累斯顿中央步兵学校担任教官。1932年，他接任位于马林韦尔德的第3步兵团第1营，担任少校。两年后他晋升为中校。1935年5月1日，他成为德贝里茨步兵训练参谋部司令，并于次年晋升为上校。
1939年10月，胡贝接任第3步兵团团长，1940年5月14日西部战役开始后不久，又接任步兵第16步兵师师长。两周后他晋升为少将。他率领克莱斯特装甲集群到达英吉利海峡，然后挺进洛林，到达米尔库尔附近的沃德蒙，在那里他确保了法军的投降。弗拉维尼将军的军团在停战谈判前两天接到了通知。胡贝随后接到命令，将他的第16步兵师改装为装甲师，并作为盟军的训练部队搬到罗马尼亚。
紧接着，胡贝少将率领的第16装甲师在1941年6月底进攻苏联期间突破了斯大林防线，并因此于1941年8月1日荣获骑士铁十字勋章。他后来在攻占尼古拉耶夫和基辅战役中发挥了决定性作用，并因此于1942年1月17日被授予骑士十字勋章橡叶勋章（第62枚），成为第62位该勋章获得者。1942年4月晋升为中将。1942年9月16日，他被任命领导第14装甲军。参与斯大林格勒战役后不久，他晋升为装甲部队将军。1942年12月28日，希特勒命令他飞出大锅去报告并接受12月21日授予的骑士带剑铁十字勋章。1943年1月8日，他飞回包围圈，此时第6集团军的末路已然明朗。1943年1月18日，根据希特勒的命令，汉斯·胡贝从口袋里飞出，以便从空中组织补给。
1943年2月，陆军最高指挥部委托胡贝重组第14装甲军，并将其迁至西西里岛。他被任命为西西里岛所有陆军和空军的总司令，并参与了对该岛的入侵以及随后对意大利大陆的征服。1943年8月17日，他首次在国防军报告中被提及，并被意大利授予萨沃伊军事勋章指挥官十字勋章。
1943年10月23日，他被任命为第1装甲集团军司令。他的军队在卡梅涅茨-波多尔斯基战役中被包围后，他能够率领20万人成功突围，并在1944年1月31日和4月9日的国防军报告中被点名表扬。
1944年4月20日，他成为军队中第4位从希特勒手中获得骑士铁十字勋章的士兵，并晋升为上校。第二天，也即4月21日，胡贝在一次空难中丧生：这架原本要载他从萨尔茨堡飞往柏林的飞机在起飞后不久在艾因灵附近坠毁。胡贝被安葬在柏林荣军公墓，并举行了国葬仪式。其坟墓及装饰在苏联攻入德国以及东德时期遭到破坏。2000年，其墓碑被重新树立。